# Receptor
Inden for biokemien er en receptor et molekyle, som sidder i cellemembranen, i cytoplasmaet eller i cellekernen. Ved binding af et molekyle, som kaldes en ligand eller transmitter, til receptoren, sender receptoren signal ind i cellen, se signaltransduktionen; der startes et såkaldt intracellulært respons, som f.eks. kan betyde, at cellen begynder at dele sig, at bestemte proteiner bliver syntetiseret i større eller mindre mængde og udvikler sig i en bestemt retning, at cellen optager forskellige stoffer, udskiller et hormon eller at cellen dør, se apoptose.
Populært kan man sige, at en receptor er en slags lås på cellens yderside, der med den rigtige nøgle kan åbne for en ganske bestemt cellulær funktion.
Ligander, som aktiverer receptoren, kaldes agonister, mens ligander, som deaktiverer receptoren, kaldes antagonister (eller blokkere). Agonister og antagonister kan konkurrere om at optage pladsen på en bestemt receptor.
Receptormolekyler er proteiner, som er opbygget af aminosyrer. Liganden kan f.eks. være et peptid/protein, et sukkermolekyle, en aminosyre, et hormon eller et lille molekyle som O2 eller CO2.

## Membranreceptorer
Mange receptormolekyler er transmembrane proteiner, dvs. at de stikker hele vejen over membranen og har ofte et større domæne på enten den intra- eller ekstracellulære side, eller evt. på begge sider af membranen. Mekanismen, hvormed bindingen af ligand på den ene side fører til et signal på den anden side, afhænger af, hvilken receptor-ligandtype, der er tale om.
Nogle receptorer har form som små kanaler, som er lukkede, når der ikke er nogen ligand til stede og åbner, når liganden bindes, således at det bliver passage gennem membranen for f.eks. vand eller ioner.
Andre receptorer danner ikke kanaler, men ændrer i stedet for deres struktur, når liganden bindes. Eksempler herpå er de ca. 800 G-protein-koblede receptorer også kaldet 7TM, der medierer mange af organismens fundamentale funktioner, og derfor også beskrives som den mest livsnødvendige gruppe af proteiner.

## Kernereceptorer
Receptorer i cytoplasmaet og i cellekernen kaldes kernereceptorer. Kernereceptorernes ligander er lipofile (lipidopløselige) og er i stand til at passere cellemembranen og kernemembranen i modsætning til f.eks. proteinhormonerne og peptidhormonerne, hvis receptorer sidder i cellemembranen. En unik egenskab ved kernereceptorerne, der adskiller dem fra alle andre klasser af receptorer, er deres evne til direkte at binde sig til DNA og kontrollere transkriptionen af DNA.

## Eksempler
Nogle eksempler på receptor-ligandinteraktioner:
- Insulin virker som en ligand for insulinreceptoren. Når insulinmolekylet binder sig til sin receptor, startes en kaskade af kemiske reaktioner, som resulterer i, at den pågældende celle optager glukose
- Neurotransmittere er ligander, som binder til receptorer på nerveceller, hvorved der sendes signal til hjernen

## Eksempler på receptorer og deres respektive ligander i centralnervesystemet
- Receptor: 5HT1 til 5HT7; Ligand: Serotonin

- Receptor: α1, α2, β1 og β2; Ligand: Adrenalin og Noradrenalin

- Receptor: D1 og D2; Ligand: Dopamin / neuroleptika

- Receptor: H1, H2 og H3; Ligand: Histamin / antihistamin

- Receptor: MT1 og MT2; Ligand: Melatonin

- Receptor: GABA; Ligand: Gamma-aminosmørsyre / benzodiazepin

- Receptor: C1 og C2; Ligand: Canabinol

- Receptor: nAChR og mAChR; Ligand: Acetylkolin / nikotin

## Eksterne links
- Det autonome nervesystems receptorer. Egaa Gymnasium Arkiveret 19. december 2018 hos  Wayback Machine